# 1268年
| 千纪： | 2千纪 |
| 世纪： | 12世纪 \| 13世纪 \| 14世纪                                                                                 |
| 年代： | 1230年代 \| 1240年代 \| 1250年代 \| 1260年代 \| 1270年代 \| 1280年代 \| 1290年代                           |
| 年份： | 1263年 \| 1264年 \| 1265年 \| 1266年 \| 1267年 \| 1268年 \| 1269年 \| 1270年 \| 1271年 \| 1272年 \| 1273年 |
| 纪年： | 戊辰年（龙年）；蒙古至元五年；南宋咸淳四年；越南紹隆十一年；日本文永五年                                   |

## 大事记
- 元世祖忽必烈派遣使者到日本九州的大宰府，要求日本斷絕與南宋的貿易，但被第八代執權北條時宗拒絕。
- 元世祖忽必烈命令劉整、阿朮兵困襄陽和樊城，襄樊之戰開始。
- 元世祖忽必烈立禦史台，以禦史台為最高監察機關，以右丞相塔察兒為御史大夫，以張雄飛為侍御史。
- 安條克公國被埃及蘇丹拜巴爾一世征服。
- 10月29日——士瓦本末代公爵康拉丁在那不勒斯被斬首處死。

## 出生
- 腓力四世，法國卡佩王朝國王。（1314年逝世，46岁）
- 宋端宗趙昰